# Berak
Berak je selo u općini Tompojevci, nedaleko od Vukovara (11 km).

## Zemljopisni položaj
Berak se nalazi na 45° 13' 54" sjeverne zemljopisne širine i 19° 1' 40" istočne zemljopisne dužine, nekoliko km južno od Vukovara i nekoliko km istočno od Nuštra i Vinkovaca.

## Povijest
Berak je staro naselje čiji se razvoj u dokumentima spominje u 15. stoljeću. U pisanim dokumentima za njega postoje imena Perecke ili Perethe. Staro naselje Berak ležalo je jugoistočno od današnjeg mjesta, na polju "Staro selo". Plemićka obitelj Berački posjedovala je ovo područje oko godine 1405. uz imanje Mikluševci a velikaš Filip Korođ oko 1420. godine u području Berka sazidao je franjevački samostan kojeg su Osmanlije 1526. godine poharali, no redovnici su ga kasnije obnovili. Samostan je ponovo razoren 1533. godine i nakon toga napušten. Mjesto gdje se nekada nalazio samostan i danas se naziva "Svetinja".
Ime Berak je hrvatskog podrijetla, a znači "zemljište u nizini".
Na širem području spominju se posjedi: Trinčil, Samašin i Karaševo. Berak je kao selo opstao za vrijeme Osmanlija, tako da je pred kraj osmanske vladavine, selo imalo 30 hrvatskih kuća. Pod Osmanlije mjesto je palo 1526. godine i pod njima ostalo neprekidno do 1687. godine. Nakon istjerivanja Osmanlija Kraljevska komora je kao vlasnik sela, početkom 18. stoljeća u Berak naselila tri pravoslavne obitelji. Prilikom popisa sela vukovarskog vlastelinstva 1736. godine u Berku je bilo 39 naseljenih kuća u kojima je većinsko stanovništvo bilo hrvatsko.
Oko 1790. godine u Berku je dovršena gradnja crkve Sv. Ivana Krstitelja. Selo je do 1807. spadalo pod župu u Sotinu, a od 1807. ima posebnu samostalnu župu Mučeništva Sv. Ivana Krstitelja pod koju spadaju još sela Čakovci i Orolik. Berak je 1846. dobio pučku školu. Sredinom 19. stoljeća u Berak se naseljavju njemački i mađarski doseljenici. Do 1866. godine Berak se povećao i u njemu je bilo 108 naseljenih kuća sa 630 stanovnika od kojih je najviše bilo Hrvata, potom Nijemaca i Mađara te šest pravoslavnih Vlaha. Župna crkva se obnavljala 1886. i 1889., da bi 1945. godine bila razorena. 
Do uspostave Jugoslavije, oko 60% stanovništva Berka bili su Nijemci, oko 25% Hrvati, a oko 20% Mađari. U ovaj kraj su 1942. došli grkokatolički Hrvati iz Žumberka na nagovor biskupa dr. Janka Šimraka. 35 siromašnih obitelji iz župa Grabara, Pećna i Mrzlog Polja, kolonizirale su na biskupsko imanje Berkasovo nedaleko od Šida. Titov režim je 1944. i 1945. protjerao skoro sve Nijemce i mnoge Mađare. Na njihova imanja i kuće doseljeni su Srbi. Titov režim je 1945. oduzeo zemlju Hrvatima u Berkasovu, te je Žumberčanima ponuđeno useliti u napuštena odnosno ispražnjena folksdojčerska imanja. Žumberčani su tako došli u Berak, a prekrajanjem republičkih granica na štetu Hrvatske a u korist Srbije, Berkasovo je ostalo u Vojvodini. Za Srbe su doseljeni Žumberčani bili “ustašama” te su se tako prema njima i odnosili.
Nova župna crkva građena je od 1969. do 1970. godine, te je ponovno opustošena 1991. godine.
Dugo je Berak pripadao upravnoj općini u Negoslavcima, da bi se 1894. odcijepio i postao središtem posebne upravne općine.
Uoči velikosrpske agresije 1991. u Berku su bile 33 obitelji podrijetlom iz Žumberka. Za vrijeme Domovinskog rata, 56 Berčana Hrvata (rimokatolika i grkokatolika) je bilo žrtvom ratnog zločina kojeg su počinili domaći Srbi i crnogorski četnici (prema svjedočenjima preživjelih svjedoka). 96 Berčana su srpski agresori zatočili od listopada 1991. godine. U zatočeništvu su proveli tri i pol mjeseca, a 56 ih se nije živo vratilo iz zatočeništva. Brojne žene su bile silovane. Kao početak agonije Berka uzima se nadnevak 2. rujna 1991., kad su srpsko-crnogorski osvajači pobili 5 Berčana, a druge odveli u logore u kojima su mnogi ubijeni. Mnogo Berčana pronađeno je u masovnim grobnicama i mnogi se i 30 godina poslije vode kao nestale osobe.
Danas je Berak u sastavu općine Tompojevaca. Po popisu stanovništva iz 2001. godine imao je 476 stanovnika.

## Stanovništvo
Godine 1991. u Berku je živilo 63 posto Hrvata i 37 posto Srba.
| broj stanovnika | 630   | 792   | 774   | 886   | 932   | 913   | 843   | 892   | 813   | 902   | 980   | 998   | 914   | 926   | 476   | 386   | 277   |
|                 | 1857. | 1869. | 1880. | 1890. | 1900. | 1910. | 1921. | 1931. | 1948. | 1953. | 1961. | 1971. | 1981. | 1991. | 2001. | 2011. | 2021. |

## Šport
U Berku je od 1963. do 1991. godine postojao nogometni klub Jedinstvo. Nakon Domovinskog rata osnovan je, 2001. godine, NK Sokol Berak koji se 6 sezona natjecao u 3. županijskoj nogometnoj ligi. Trenutačno se natječe u 2. ŽNL.

## Vanjske poveznice
- Općina Tompojevci
- Vjesnik  Arhivirana inačica izvorne stranice od 13. studenoga 2007. (Wayback Machine) Hrvati u Berku će prosvjedovati sve do podizanja optužnica, 11. svibnja 1999.
- Vjesnik  Arhivirana inačica izvorne stranice od 13. studenoga 2007. (Wayback Machine) Od utorka ekshumacija u Berku, 11. svibnja 1999.